# Luis Solignac
Luis Emilio Lucho Solignac (Buenos Aires, 16 febbraio 1991) è un calciatore argentino, attaccante del San Antonio FC.

## Palmarès

### Individuale
- Capocannoniere della Veikkausliiga: 1

2014 (14 gol)